# Artillerie côtière

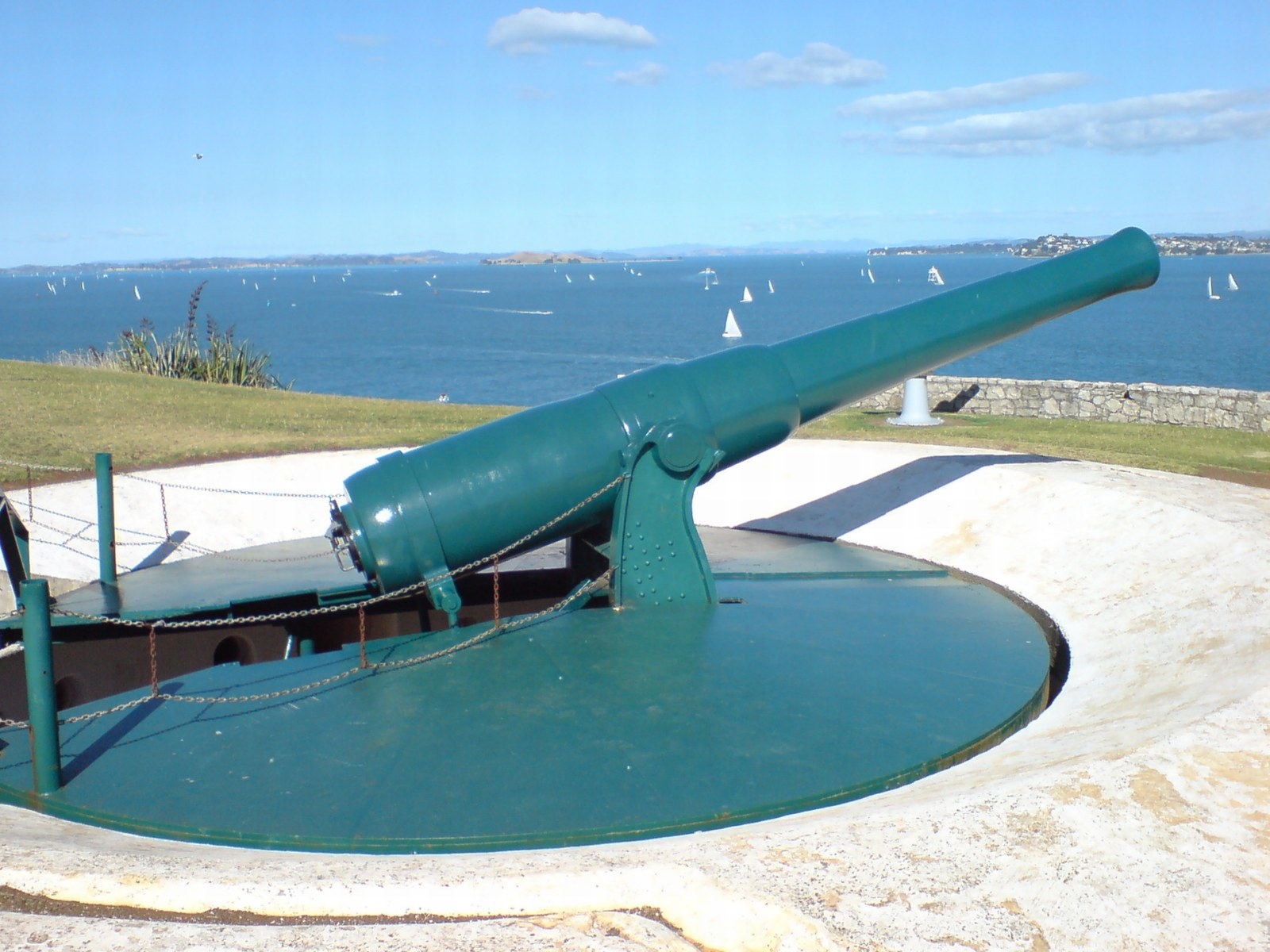
Canon escamotable de la South Battery of North Head à Devonport, Nouvelle-Zélande.

 (septembre 2024).
Si vous disposez d'ouvrages ou d'articles de référence ou si vous connaissez des sites web de qualité traitant du thème abordé ici, merci de compléter l'article en donnant les références utiles à sa vérifiabilité et en les liant à la section « Notes et références ».
L'artillerie côtière est la branche de l'artillerie basée sur les côtes pour frapper les navires ennemis pour interdire l'approche d'un port ou d'un estuaire.
Avec l'artillerie navale, elle a constitué un moyen de défense important depuis le Moyen Âge mais qui s'est réduit avec le développement de l'aviation militaire et des missiles guidés.
On estime qu'un canon basé à terre a l'efficacité de trois canons de navire de même calibre en raison de la stabilité de la plateforme de tir qui augmente la précision. L'artillerie côtière bénéficie également d'une meilleure protection car elle est souvent basée dans des fortifications côtières.

## Historique

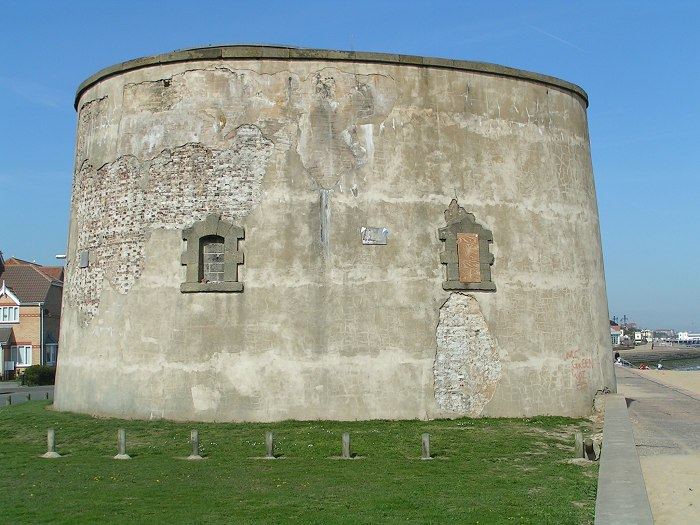
Tour Martello de Clacton-on-Sea sur la côte orientale de l'Angleterre.

Une des premières utilisations d'artillerie côtière fut la défense de Lisbonne par les troupes du roi Ferdinand Ier de Portugal contre les navires espagnols du roi Henri II de Castille en 1381
L'artillerie côtière s'est développée pendant la période des Grandes découvertes au XVIe siècle : quand une puissance coloniale s'emparait d'un territoire, un de ses premiers soins était de construire des fortifications côtières, à la fois pour prévenir l'irruption de nations concurrentes et dominer les indigènes.
Les Tours Martello sont un bon exemple très répandu de fortification côtière muni d'artillerie défensive avec canons chargés par la gueule.
Au XIXe siècle, la Chine construisit de nombreuses forteresses côtières pour lutter contre la menace des flottes européennes.
L'artillerie côtière peut-être rattachée à la marine du pays, comme dans les pays scandinaves, l'Allemagne en guerre ou l'Union soviétique, ou bien à l'armée comme dans la plupart des pays anglophones..
Aux États-Unis, elle fut créée en 1794, rattachée à l'US Army, et plusieurs séries de construction de défenses côtières furent lancés (en 1794, 1804, 1816). Après la guerre hispano-américaine de 1898, la défense des ports fut renforcée. En 1907, le Congrès américain sépara l'artillerie côtière de l'artillerie de campagne.

## Seconde Guerre mondiale

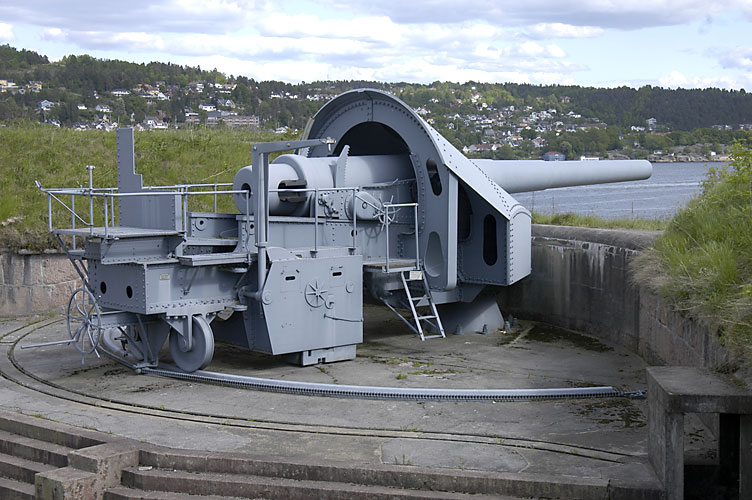
Un des trois canons de 280 mm Krupp de la forteresse d'Oscarsborg.

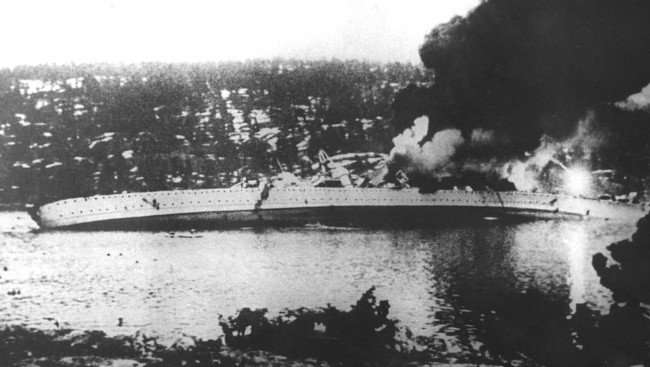
Le croiseur allemand Blücher coule après avoir été touché par les batteries norvégiennes, le 9 avril 1940.

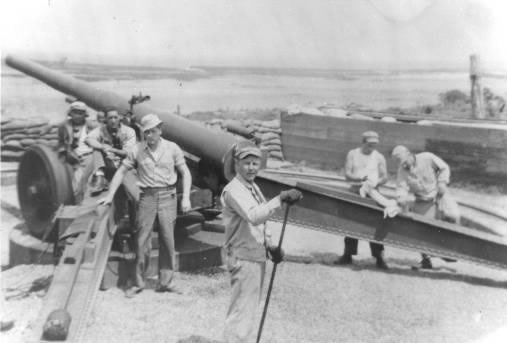
Canon de 155 mm M1918 en position sur un montage Panama (Sagamore Hill, Massachusetts, États-Unis).

Pendant la bataille du détroit de Drøbak en avril 1940, la Kriegsmarine a perdu le tout nouveau croiseur lourd Blücher, par une conjonction de tirs depuis plusieurs emplacements d'artillerie côtière, incluant deux canons obsolètes de 280 mm de Krupp et aussi de torpilles tirées depuis la terre. Le Blücher était entré dans le fjord étroit de l'Oslofjord, à la tête d'une flotte d'invasion et avec 1 000 soldats à bord. La première salve tirée de la forteresse d'Oscarsborg à 1 500 mètres de distance environ incendia le Blucher et démantela son artillerie principale. Des tirs depuis des canons de plus petit calibre balayèrent les ponts et mirent hors service le gouvernail. Le navire reçut plusieurs torpilles qui atteignirent les soutes à munitions et le firent exploser. La flotte d'invasion dut faire demi-tour. La famille royale, le parlement, le gouvernement et les réserves d'or purent quitter la capitale.
En décembre 1941, au début de la bataille de l'atoll de Wake, les Marines tirèrent avec leurs six canons de 127 mm sur la flotte d'invasion japonaise, coulant le destroyer Hayate par un coup direct dans la soute à munitions, touchant le croiseur léger Yubari, retardant d'autant le débarquement japonais.
La ville de Singapour était protégée d'une invasion maritime par ses célèbres canons de marine de 15 pouces (380 mm) tournés vers le sud. Le premier ministre Winston Churchill l'avait surnommée « le Gibraltar du Pacifique ». Les canons étaient approvisionnés à la fois en munitions explosives contre le personnel et antiblindages pour percer les blindages des navires. Mais les Japonais attaquèrent en décembre 1941 en venant du nord à partir de la Malaisie britannique au travers d'une jungle réputée impénétrable. La plupart des canons purent être retournés vers le nord contre la force d'invasion de l'armée impériale japonaise, mais ils manquaient d'obus explosifs, les obus à haute pénétration étant inefficaces contre le personnel.
Lors de la reconquête des îles du Pacifique par les États-Unis, les Japonais mirent en œuvre de l'artillerie côtière sur chacune des îles attaquées, par exemple lors de l'invasion de Tarawa où ils disposaient de nombreux canons de 203 mm, mais cette artillerie fut réduite au silence par les frappes combinées des forces aériennes et des navires d'invasion.

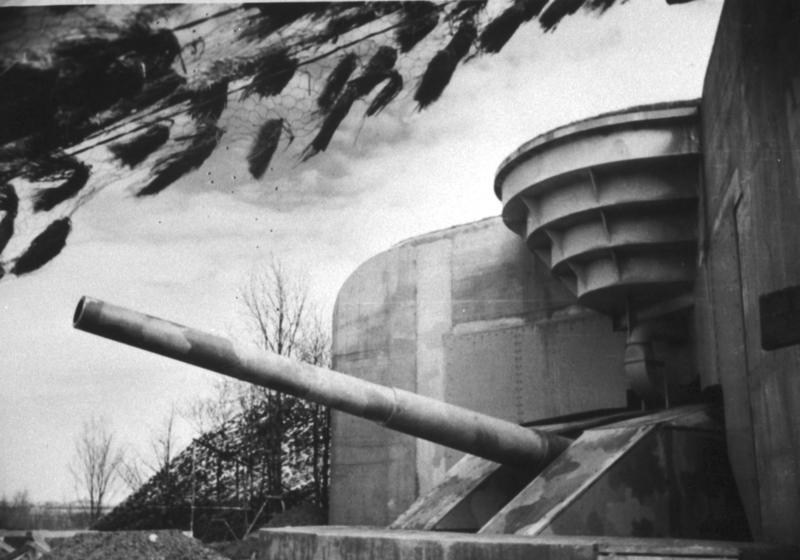
Un des canons trans-Manche de 380 mm implanté dans la batterie Todt, près de Calais.

Les forces nazies fortifièrent leurs territoires occupés avec le mur de l'Atlantique un ensemble de blockhaus en béton s'étendant de la Norvège au sud de la France, ainsi que sur la côte Méditerranéenne, avec l'objectif de détruire les forces de débarquement alliées sur les plages même, sans leur permettre d'avancer dans l'intérieur des terres.
Le désastreux Raid de Dieppe de 1942 fut cependant riche en enseignements : des bombardements aériens massifs furent organisés dans les semaines précédant le débarquement de Normandie. D'anciens cuirassés tels que HMS Ramillies, Warspite et HMS Roberts furent utilisés contre les batteries allemandes à l'est de l'Orne, ainsi que des navires lance-fusées Landing Craft Tank (Rocket) (en) tirant des salves de 1 100 roquettes de 5 pouces.

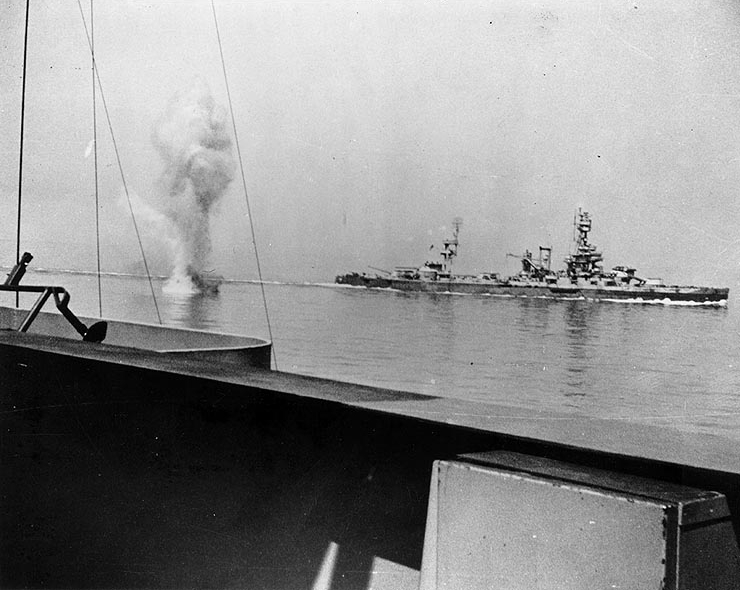
Obus de 240 mm tirés par la batterie Hamburg et encadrant le cuirassé avant la libération de Cherbourg.

Pendant la bataille de Cherbourg, le 25 juin 1944, le cuirassé américain USS Texas engagea les batteries allemandes. La batterie Hamburg utilisa ses canons de 240 mm et toucha le navire deux fois mais fut mise hors service par le cuirassé.
Le port de Toulon était défendu en août 1944 par la batterie Big Willie composée de deux tourelles pris sur le cuirassé français Provence, chacune constituée d'une paire de canons de 340 mm. La portée et la puissance de ces canons était telle que les Alliés mobilisèrent tous les jours un cuirassé ou un croiseur lourd contre lui. Le cuirassé USS Nevada réduisit les canons au silence le 23 août.

## Après la Seconde Guerre Mondiale

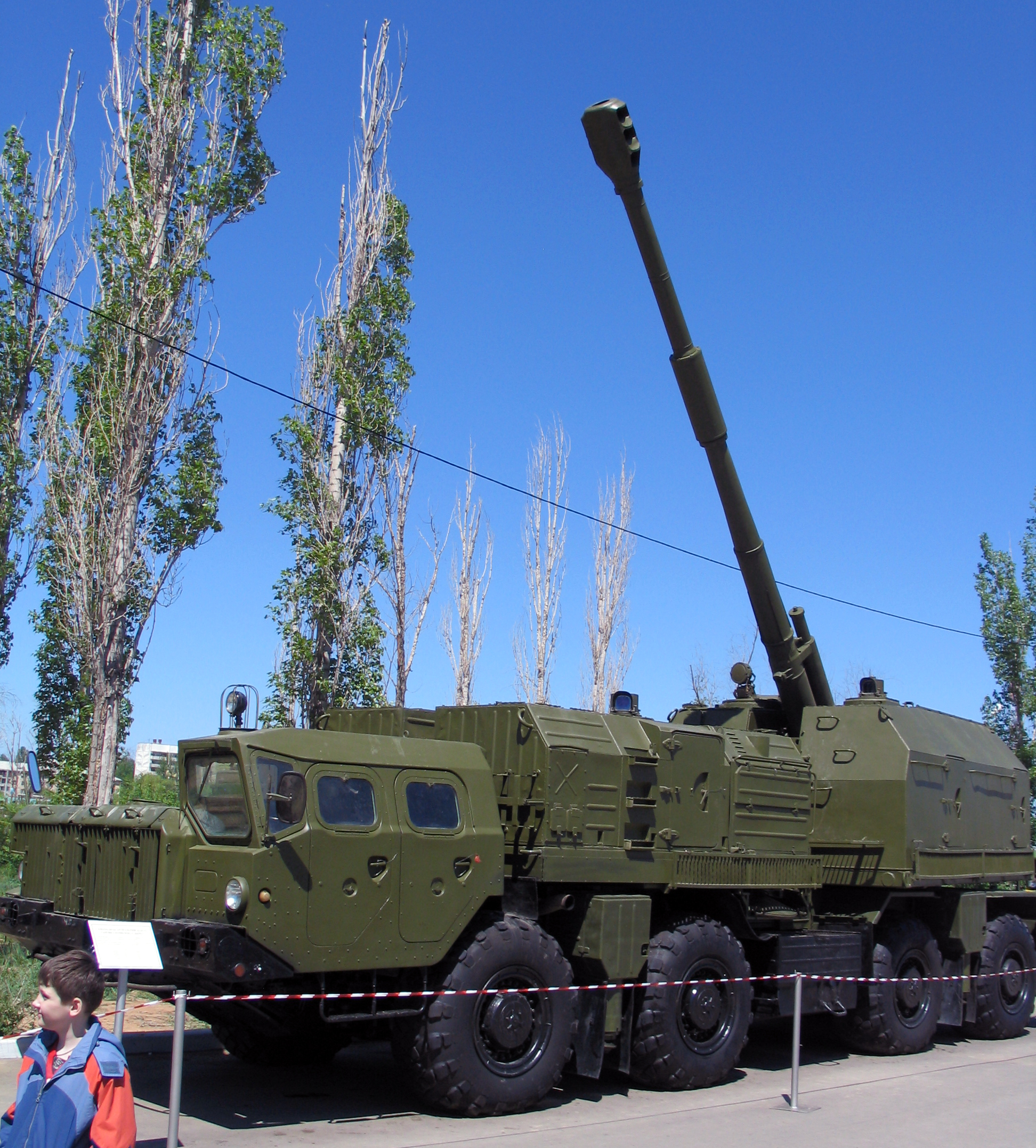
Canon automoteur russe A-222 Bereg, surtout utilisé comme artillerie côtière anti-débarquement

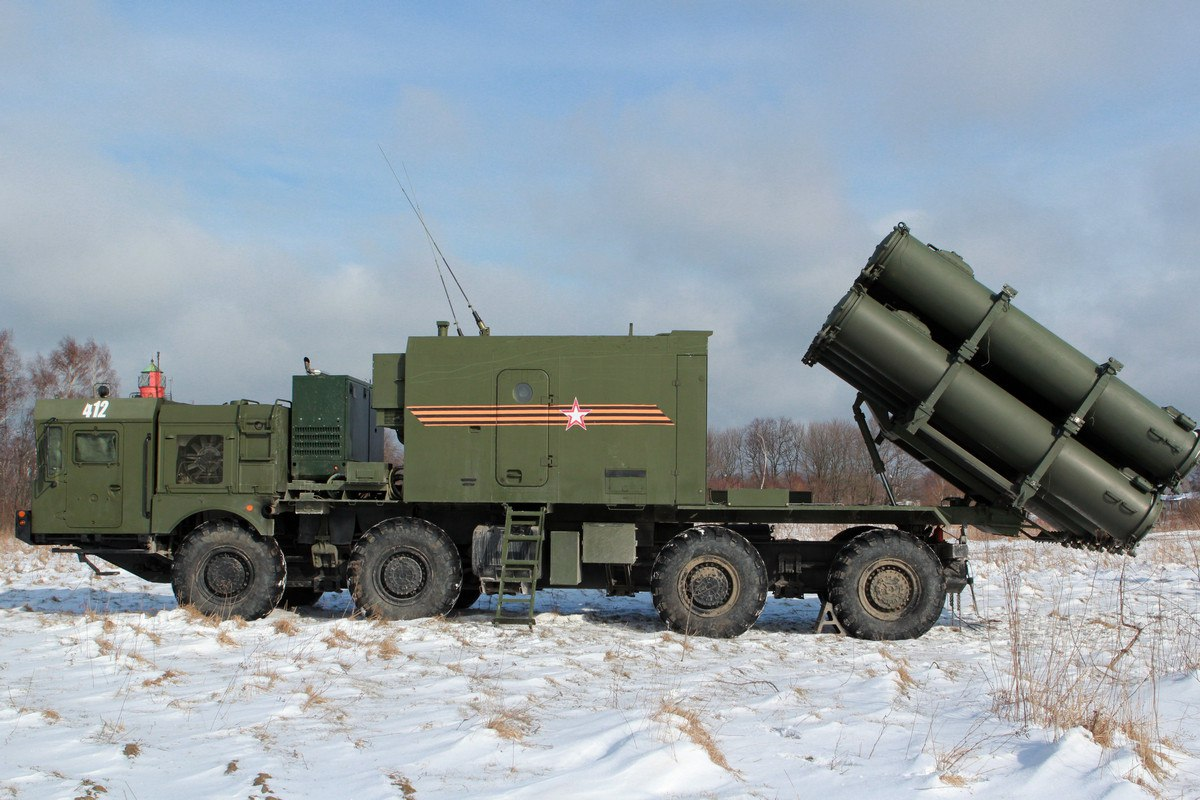
Lance-missile antinavire russe 3K60 Bal, remplaçant l'artillerie côtière pour frapper les grands navires

Après la Seconde Guerre Mondiale, le développement de l'aviation militaire et des missiles guidés a beaucoup diminué l'efficacité de l'artillerie côtière, du moins dans sa composante fixe. L'artillerie côtière désignée comme telle est désormais surtout mobile, comme le canon russe A-222 Bereg sur un véhicule MAZ-543 destiné à détruire les navires de petites et moyennes surfaces, notamment ceux à haute vitesse, en cas de débarquement ou de l'artillerie tractée sous forme de remorque comme le Santa Bárbara Sistemas 155/52 ou remplacée par le missile antinavire, par exemple le kh-35 sur un véhicule lance-missiles MZKT-7930 et qui peut travailler d'entente avec les garde-côtes.

## Culture populaire
L'artillerie côtière a été mise en avant à Hollywood au travers de films de guerre dont celui où elle a le rôle le plus central est Les Canons de Navarone, sorti en 1961.